# Journal of Low Temperature Physics
Het Journal of Low Temperature Physics is een internationaal, aan collegiale toetsing onderworpen wetenschappelijk tijdschrift op het gebied van de natuurkunde. De naam wordt in literatuurverwijzingen meestal afgekort tot J. Low Temp. Phys. Het verschijnt maandelijks. Het eerste nummer verscheen in 1969.